# Petar Nikolajević Moler
Petar Nikolajević Moler, in serbo Петар Николајевић Молер (1775 – 1816), è stato un politico serbo, esponente della prima e della seconda rivolta serba e successivamente Rappresentante del Principe- ovvero primo ministro del Principato di Serbia dal 21 novembre 1815 al 16 maggio 1816.
Dopo il fallimento della prima rivolta serba, durante la quale combatté nei pressi di Jelenča e di Loznica, Moler trova riparo nell'Impero austriaco. Torna in patria all'inizio della seconda rivolta serba e viene nominato a capo del governo del neo-istituito Principato di Serbia.